# Sedmiúhelník

pravidelný sedmiúhelník

Sedmiúhelník (cizím slovem heptagon) je rovinný geometrický útvar, mnohoúhelník se sedmi vrcholy a sedmi stranami. Jeho vrcholy leží na obvodu opsané kružnice a strany jsou tangentami (tečnami) kružnice vepsané.
Součet velikostí vnitřních úhlů konvexního sedmiúhelníku je přesně 900° (5π).
Pravidelný sedmiúhelník je v podstatě složen ze sedmi shodných rovnoramenných trojúhelníků, jejichž úhly při základně mají velikost {\displaystyle {\frac {5\pi }{14}}} a při vrcholu {\displaystyle {\frac {2\pi }{7}}}.

## Parametry
Pro pravidelný sedmiúhelník platí vzorce:
- Obvod: {\displaystyle o=7\cdot a}
- minimální průměr: {\displaystyle 2\cdot {\sqrt {r^{2}-a^{2}}}}
- obsah: {\displaystyle S={\frac {7}{2}}\cdot r^{2}\cdot \sin {\frac {2\pi }{7}}}

kde r je poloměr kružnice opsané sedmiúhelníku, a je délka jeho strany.

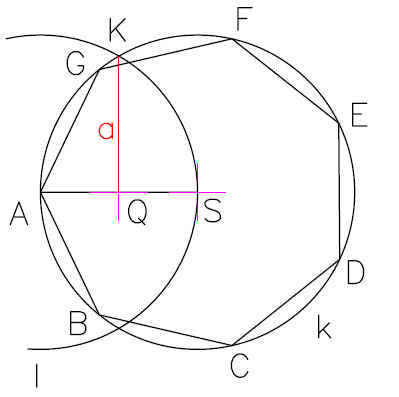
Konstrukce sedmiúhelníku

## Konstrukce sedmiúhelníku
Konstrukce za použití pravítka a kružítka je pouze přibližná, neexistuje způsob, jak konstrukci udělat pomocí těchto nástrojů úplně přesně.
Postup:
- máme kružnici k, body S a A
- sestrojíme bod Q, který je ve středu úsečky AS
- sestrojíme kružnici l z bodu A o poloměru |AS|
- jeden z průsečíků kružnic k a l označíme K
- velikost úsečky a = |KQ| je délka strany sedmiúhelníku